# Mango (empresa)
Punto Fa, S. L., más conocida por su nombre comercial Mango, es una empresa multinacional española dedicada al diseño, la fabricación y la comercialización de prendas de vestir y complementos para mujer, niño y hombre. 
La firma, nacida en Barcelona, en la comunidad autónoma de Cataluña, España, cuenta con más de 15 000 empleados, 1850 de los cuales trabajan en el Hangar Design Center y en la sede de Palau-solità i Plegamans (provincia de Barcelona) desde donde se diseñan cada año más de 18 000 prendas y accesorios. Para 2011, la compañía dispone de una extensa red de 1700 tiendas distribuidas en 102 países. Sus trabajadores tienen una media de edad en torno a los 30 años y formado en un 80% por mujeres.
En 1996, Mango lanzó su página web corporativa y en el año 2000 puso a disposición de los usuarios su primera tienda en línea, a través de la cual actualmente comercializa toda su gama de productos en los Estados miembros de la Unión Europea, así como en EE. UU, Canadá, Turquía, Rusia, China y Japón. Mango fue así una de las primeras empresas de moda que abría camino en el comercio online en Europa. A cierre de 2024, el canal online está presente en más de 120 mercados en los cinco continentes y aporta un tercio de las ventas de la compañía con una facturación de cerca de 1.100 millones de euros.
Además de la comercialización de ropa y accesorios para mujeres, hombres, niños y adolescentes, la compañía ha ampliado sus líneas de negocio para abarcar diversos segmentos del mercado incluyendo una nueva línea de hogar.
La firma también comercializa perfumes, en colaboración con la compañía de moda y lujo Puig.
Mango cerró 2019 con un beneficio neto de 21 millones de euros (perdió 36 millones en 2018) y un récord de ventas, que alcanzaron los 2.374 millones de euros, un 6% más que el año anterior.
En 2023 la empresa textil apuesta por el canal físico con más de 130 aperturas netas y 80 reformas, alcanzando cerca de 2.700 puntos de venta en más de 115 mercados en el mundo a cierre del ejercicio. Fue en ese mismo 2023 cuando Mango logró un resultado neto de 172,1 millones de euros, lo que supone más que duplicar los 81 millones de euros del año anterior.
En 2024, Mango facturó 3.339 millones de euros, un crecimiento interanual del 7,6%. A tipo de cambio constante, su facturación creció un 11,6%. Por su parte, el resultado bruto de explotación (EBITDA) alcanzó los 636 millones de euros, un 19% más que en 2023 y el resultado neto se situó en los 219 millones de euros, una mejora del 27% respecto al ejercicio anterior. Durante 2024, la empresa catalana abrió más de 260 tiendas y, a cierre de ejercicio, cuenta con más de 2.800 puntos de venta en más de 120 mercados globales.
Isak Andic, fundador de la empresa, presidió la firma hasta el 14 de diciembre de 2024, fecha en la cual falleció víctima de un accidente.

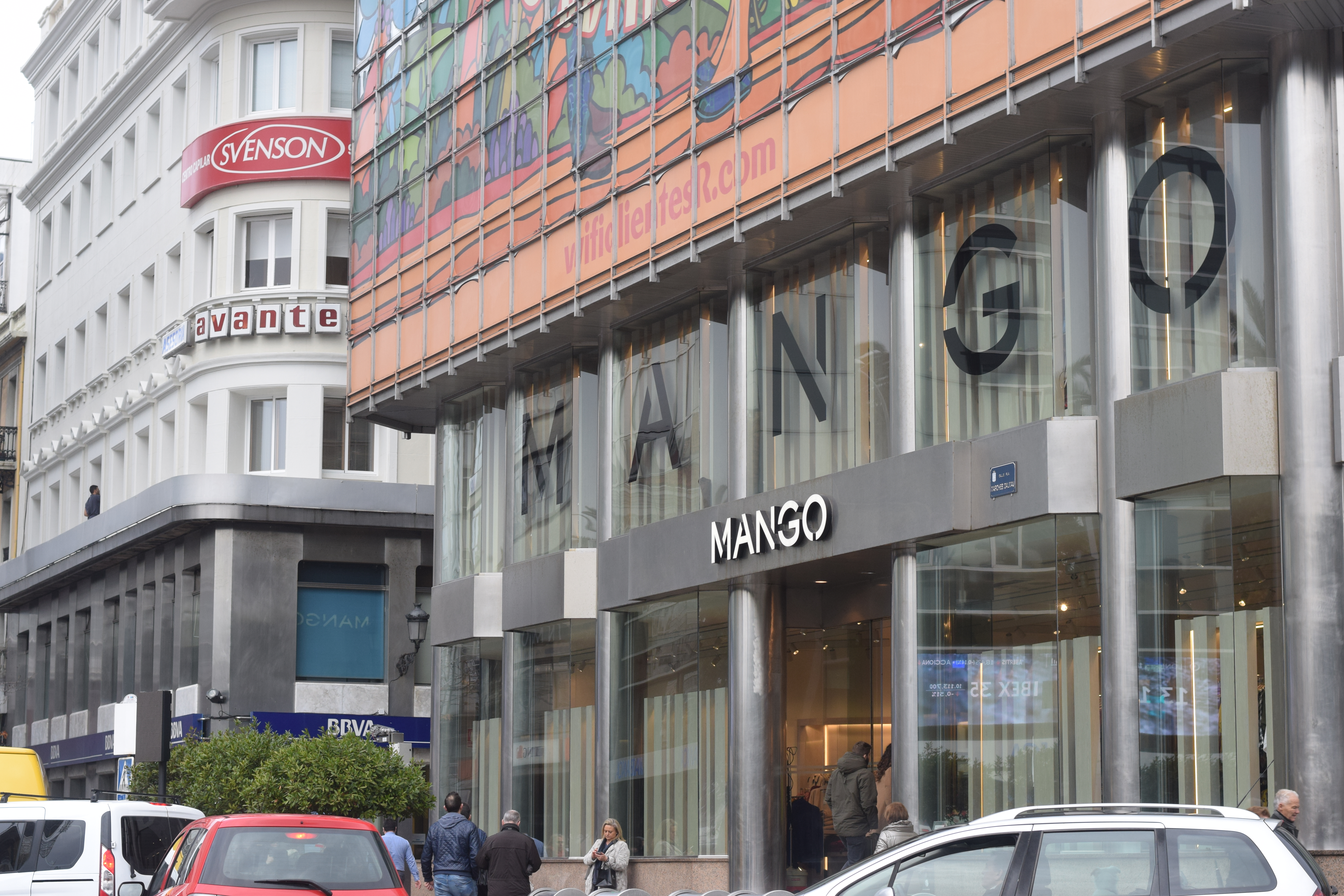
Tienda de Mango en La Coruña.

## Cronología
- 1984: Primera tienda en el Paseo de Gracia de Barcelona.
- 1985: Primera tienda en Valencia. Comienza la expansión nacional.
- 1988: Mejora en el sistema de gestión de stocks: Producción, Logística y Distribución aplican el sistema Just-In-Time (producción en función de la demanda del mercado). Se definen los conceptos de producto, interiorismo, calidad, precio e imagen de marca.
- 1992: Inicio de su expansión internacional con la apertura de dos tiendas en Portugal. Abre su tienda n.º 100 en España.
- 1994: Se implanta el sistema de gestión empresarial que sigue vigente en la actualidad, basado en equipos especializados y coordinados entre sí.
- 1995: Nace su página en Internet, Mango.com.
- 1997: El volumen de negocio generado en el extranjero supera por primera vez al nacional. Abre una flagship store en el conocido Boulevard des Capucines de París.
- 1998: Mango se posiciona como la segunda empresa exportadora del sector textil español.Tienda en el Paseo de Gracia de Barcelona.

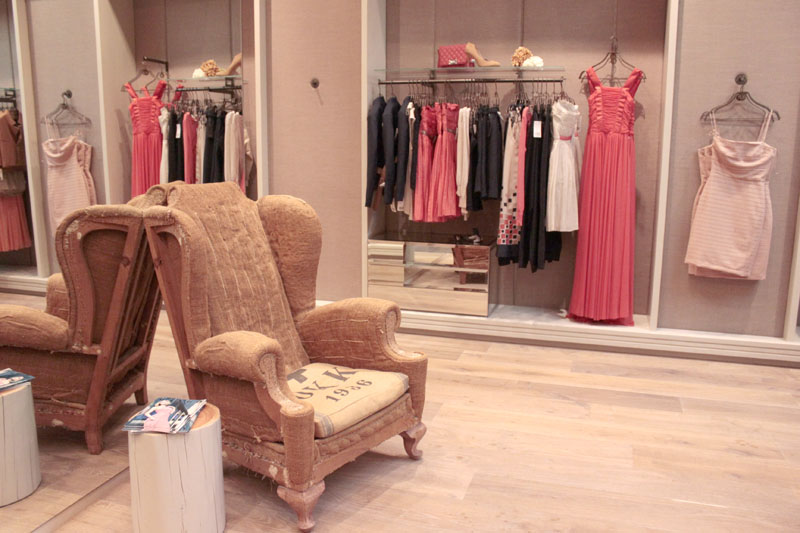
Tienda en el Paseo de Gracia de Barcelona.

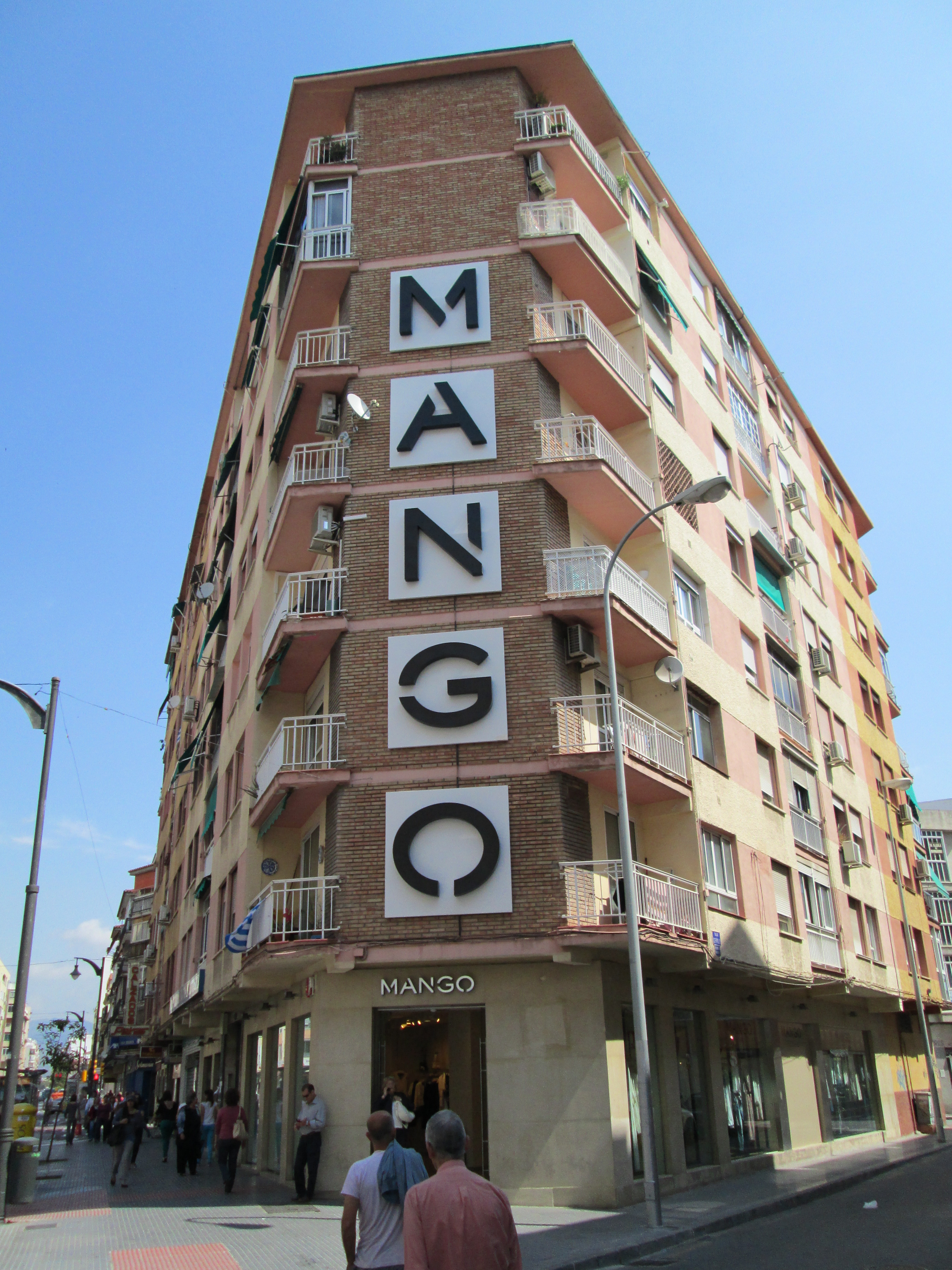
Tienda en Málaga

- Tienda en Málaga2000: Abre una nueva flagship store en Londres, en la céntrica Oxford Street. Inauguración de la tienda en línea.
- 2002: Con 630 tiendas en 70 países, sigue su expansión en nuevos mercados como Australia, Bulgaria, China, Italia y Túnez.
- 2003: Supera el número de aperturas anuales, abriendo puntos de venta en nuevos países como Honduras, Serbia y Montenegro.
- 2004: Inaugura nuevos mercados como Azerbaiyán, Estonia, El Salvador, Macao y Vietnam, y cierra el año con presencia en 75 países.
- 2005: Mango TOUCH se define como un nuevo espacio para la moda dedicado exclusivamente a los complementos.
- 2006: Inicia su experiencia en el mercado norteamericano, abriendo las primeras tiendas en Costa Mesa, Chicago, Dallas, Los Ángeles, McLean, Orlando, San Francisco, y Santa Mónica. Celebra su primer desfile en el edificio del Palacio de la Música Catalana en Barcelona.
- 2007: Empiezan a colaborar con diseñadores externos. Cuenta con la colaboración de celebridades como Milla Jovovich, Elizabeth Hurley, Penélope y Mónica Cruz, Scarlett Johansson e Isabeli Fontana.
- 2008: Continúa con II Edición de El Botón-Mango Fashion Awards. Nace H.E. by Mango.
- 2009: Continúa trabajando con diseñadores externos como el neoyorquino Adam Lippes y la belga Sandrina Fasoli, ganadora de la I Edición de El Botón-Mango Fashion Awards. También la marca desembarca en Asunción, Paraguay.
- 2010: El diseñador Moisés de la Renta crea una colección de camisetas concebidas en exclusiva para la marca. Por su parte, Lee Jean Youn, ganador de la 2.ª edición de El Botón – Mango Fashion Awards, diseña también una edición limitada.
- 2011: El Hangar Design Center recibe la visita de la princesa Letizia y el presidente Artur Mas es testimonio de la colocación de la primera piedra de Lliçà. Mango presenta su colección otoño/invierno 2011, por primera vez a nivel internacional, en el Centre George Pompidou de París. Mango renueva su logotipo. La firma desfila por primera vez en la pasarela 080 de Barcelona.
- 2016: Mango anuncia el cierre de todas sus tiendas en Colombia en mayo, por culpa de la "Competencia desleal" con su mayor contribuyente en el país 'La Riviera, pero finalmente en julio después de haber cerrado todas sus tiendas en el país, se anuncia que no fue una competencia desleal, y se anuncia una renovación de todas sus tiendas en Bogotá (incluyendo outlets), Medellín, Cartagena de Indias, Chia, Barranquilla y Cali, más unas nuevas ciudades en el país que también se abrirán, Bucaramanga, Pereira, Montería, Itagüi, Sabaneta y Valledupar.[13]
- 2017: Mango lanza Committed, una colección cápsula de moda sostenible.[14]
- 2018: Mango Man lanza una colección cápsula con el artista André Saraiva.[15]
- 2019: Mango participa por primera vez en la Met Gala, es la primera firma española high street en hacerlo.[16]
- 2022: Mango abandona la venta directa en Rusia en el mes de junio, después de 23 años "ante la incertidumbre geopolítica internacional",[17]  Ya el pasado mes de marzo decidió suspender temporalmente sus operaciones en el país quedando cerradas 55 tiendas.[18]

## Líneas

### Mango Woman
Mango Woman es la principal línea de Mango. Desde 1984, la compañía inspira a las mujeres a expresar con confianza quiénes son y quiénes quieren ser en cada momento, con diseños versátiles y de calidad. 
Con este objetivo, Mango ha colaborado con supermodelos como Claudia Schiffer, Naomi Campbell y Kate Moss, influencers como Pernille Teisbaek, Camille Charrière o Leandra Medine o celebrities como Kaia Gerber, Victoria Beckham, Penélope Cruz o Milla Jovovich. 

### Mango Man
Mango Man se creó en 2008 para inspirar y ayudar al hombre moderno a disfrutar de la moda y expresar su carácter único a través de una moda y estilo versátil y de calidad. La marca se dirige a hombres urbanos y vanguardistas, vendiendo prendas que siguen estilos clásicos con un toque de modernidad. Hasta noviembre de 2014 Mango Man se denominaba H.E. by Mango, momento en el que cambió de nombre.
Mango Man ha contado, a lo largo de los años, con colaboradores de la cultura y el deporte como el actor Adrien Brody, el artista y empresario André Saraiva o los futbolistas Zinedine Zidane y Antoine Griezmann. 
La red de tiendas de la que dispone asciende a 290 tiendas en todo el mundo a octubre del 2015, en países como España, Francia, Alemania y Rusia.

### Mango Kids
Mango Kids, línea dedicada a la moda infantil lanzada en 2013, diseña colecciones de moda que crecen con los más pequeños de la casa y que muestran un estilo único. 
Mango Kids comenzó comercializándose en espacios de hasta cien metros cuadrados en tiendas de Mango en España, Turquía y Francia. En el segundo semestre de 2023, la línea abrió sus primeras tiendas propias. 

### Mango Teen
Lanzada en 2021, Mango Teen orientada al mercado juvenil, ofrece prendas que combinan diseños frescos y actuales, que permiten a los adolescentes expresar su individualidad y abrazar su estilo personal. 
Desde sus inicios, la línea ha evolucionado desde la comercialización online y en tiendas pop-up en ciudades españolas como Barcelona y Granada, hasta la apertura de tiendas físicas permanentes en Sevilla y Valencia. En 2022, la línea amplió su presencia con tiendas en Madrid y Barcelona, y abrió sus primeras tiendas independientes en ciudades como Platja d’Aro y Zaragoza. 
En 2024 Mango Teen inició un plan de expansión con una quincena de aperturas en España. El paso internacional llegó con un punto de venta en Londres, cerca de Carnaby, y en verano de 2024, en Andorra. 

### Mango Home
Mango Home es una línea de productos para el hogar que nació en 2021 como respuesta a los nuevos hábitos de consumo. 
La compañía ha ido ampliando de forma paulatina la oferta de esta línea de hogar con la incorporación de nuevas categorías de productos, tales como dormitorio, ropa de casa, salón, comedor y cocina, baño fragancias.  
En abril de 2025, Mango Home abrió en Barcelona su primera tienda en el mundo y anunció cuatro nuevas aperturas para ese mismo año en Madrid, Zaragoza, Bilbao y un segundo local en otra ubicación de Barcelona. 

### Violeta by Mango
Violeta by Mango es una marca que lanzó Mango en 2014, basada en una colección de ropa que abarca desde la talla 40 hasta la 52. Violeta Andic, responsable de esta línea, hizo las siguientes declaraciones al diario Expansión « Violeta no nace como una marca de tallas grandes, sino como una enseña que hace un patronaje distinto, dirigido a mujeres con curvas. Hemos querido adaptar las costuras y las sisas a nuestro tipo de mujer, y Mango ha apostado por esta línea porque creemos que es una necesidad de mercado que no está cubierta».
En 2021 Mango reordena sus marcas eliminando así Violeta e integrando tallas grandes en Woman, que pasará a ofrecer tallas hasta la 54 de la colección principal de la marca.

## Controversias
Las fábricas donde se produce la ropa para esta marca han sido señaladas en diferentes momentos por explotación infantil y emplear refugiados sirios de forma ilegal.
En 2013 a raíz del colapso de un edificio en Savar donde al menos 1127 personas murieron y otras 2437 resultaron heridas, se descubren las condiciones precarias en que laboran miles de empleados para confeccionar ropa para diferentes marcas entre ellas Mango.

### Reacción a la guerra ruso-ucraniana
Al comienzo de la invasión rusa a gran escala de Ucrania, Mango trató de preservar sus operaciones en Rusia. “Dada la responsabilidad que le debemos a nuestros 800 empleados en Rusia, así como a nuestros franquiciados y socios, hemos tratado de salvaguardar nuestras operaciones en el país hasta el último momento”, dijo la compañía. Mango decidió tomar varias iniciativas, como respuesta a la situación geopolítica. Ellas incluyeron brindar apoyo y ayuda a los empleados ucranianos y rusos, ofrecer apoyo financiero a los empleados que se quedaron en el país, brindar tutoría a través de equipos locales a todos los empleados y sus familiares que se mudaron fuera del país
Mango fue la primera gran empresa del mercado español en declarar un cese temporal de operaciones en Rusia a principios de marzo. La empresa cerró sus 55 tiendas, desactivó su plataforma de ventas en línea en Rusia y suspendió el envío de mercancías nuevas a la región.
A pesar de detener temporalmente sus operaciones directas en Rusia, los 65 franquiciados que se consideraban "socios claves" para Mango y los mercados aún podían continuar con sus operaciones y distribuir productos de Mango, siempre que tuvieran suficiente existencias disponibles. 53 establecimientos franquiciados recibidos por la marca catalana continuaron operando en Rusia y vendiendo la línea de productos matriz de la compañía.
En junio de 2022, Mango anunció que planea transferir las tiendas cerradas temporalmente a socios franquiciados en Rusia. En un comunicado, Mango también confirmó que los empleados de las tiendas propias, así como los compromisos de la empresa con los proveedores de la región, serán asumidos por los socios locales de Mango En marzo de 2023, Toni Ruiz, director ejecutivo de la compañía, anunció en la presentación de resultados económicos de la compañía que Mango desinvirtió todas sus tiendas en Rusia a sus franquiciados locales, que siguen operando y recibiendo la marca catalana. Esto resultó en una pérdida financiera de 20 millones de euros para la empresa